# 用宗駅
用宗駅（もちむねえき）は、静岡県静岡市駿河区用宗城山町にある、東海旅客鉄道（JR東海）東海道本線の駅。静岡市最南端の駅である。駅番号はCA19。
運行形態の詳細は「東海道線 (静岡地区)」を参照。

## 歴史
- 1909年（明治42年）11月1日：開業[1]。一般駅[1]。
- 1974年（昭和49年）4月6日：専用線発着を除く貨物の取扱を廃止[1]。
- 1984年（昭和59年）2月1日：荷物の取扱を廃止[1]。
- 1986年（昭和61年）11月1日：車扱貨物の取扱を全廃[1]。
- 1987年（昭和62年）4月1日：国鉄分割民営化により、東海旅客鉄道（JR東海）の駅となる[1]。
- 2008年（平成20年）3月1日：ICカード「TOICA」の利用が可能となる。
- 2011年（平成23年）9月30日：駅改札外にあるKIOSKが閉店。
- 2014年（平成26年）11月29日：バリアフリー整備が完了。新しく専用の跨線橋と障がい者対応エレベーターの供用開始[2]。

## 駅構造
単式ホーム1面1線と島式ホーム1面2線、合計2面3線のホームを持つ地上駅。2・3番線が本線、1番線は下り副本線であるが、上り方面への折り返しも可能な配線となっている。この他、保線車両留置用の側線がある。2つのホームは跨線橋で繋がっている。エレベーター設置駅。
JR東海交通事業の職員が業務を担当する業務委託駅で、静岡駅が当駅を管理している。駅舎内にはJR全線きっぷうりばなどが置かれている。早朝・夜間は無人となる。
2024年（令和6年）11月から建て替え工事が行われることになり、工事前の10月22日夜にステンドグラスに13年ぶりに明かりがともされた。

### のりば
| 番線 | 路線          | 方向 | 行先           | 備考        |
| ---- | ------------- | ---- | -------------- | ----------- |
| 1    | CA 東海道本線 | 下り | 浜松・豊橋方面 | 平日1本のみ |
| 2    | CA 東海道本線 | 下り | 浜松・豊橋方面 |             |
| 3    | CA 東海道本線 | 上り | 静岡・沼津方面 |             |

（出典：JR東海:駅構内図）
かつては、駅北にある巴川製紙所（現 巴川コーポレーション）静岡事業所や住友セメント用宗サービスステーション（閉鎖）への専用線があった。

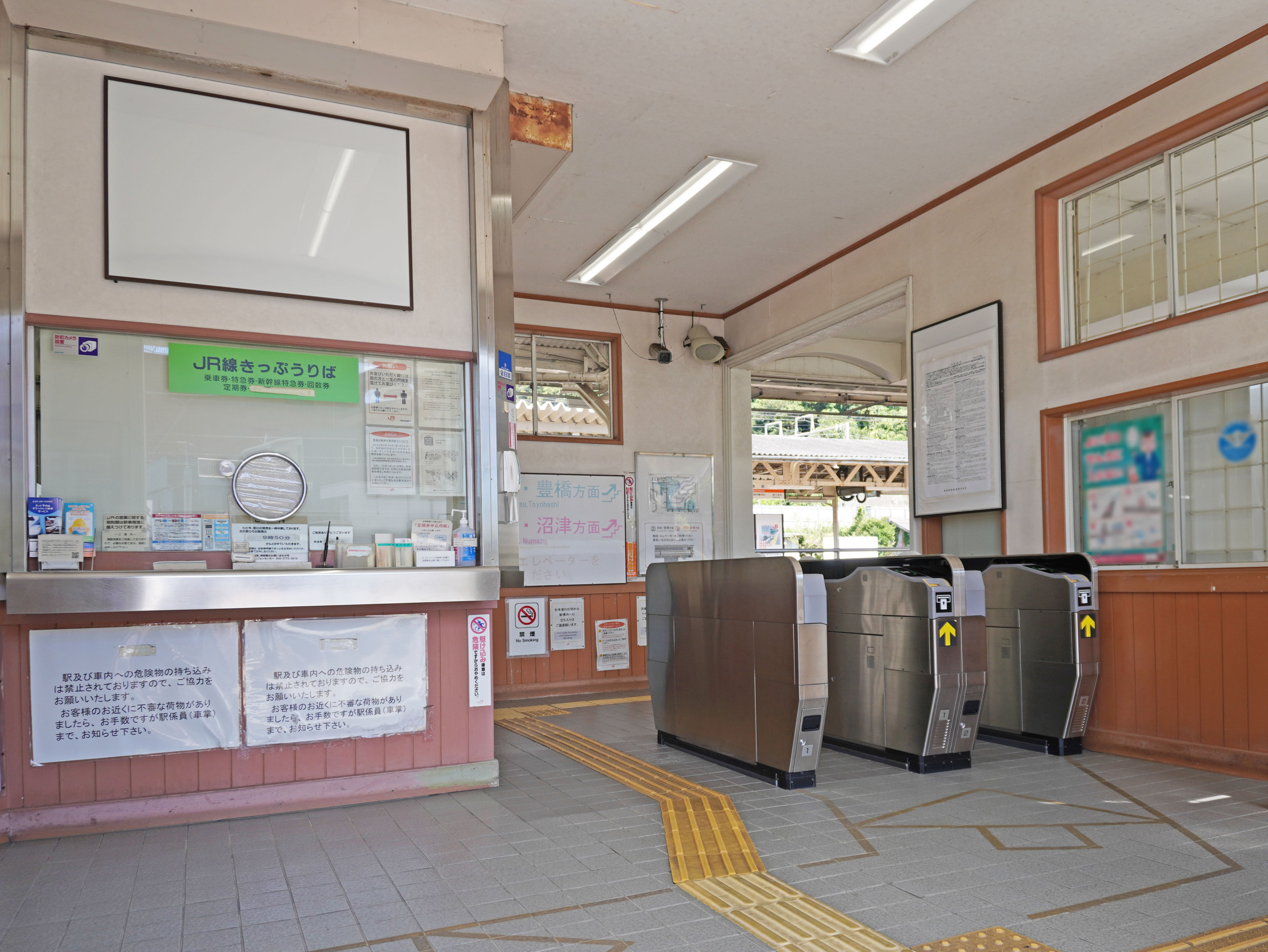
改札口（2022年9月）
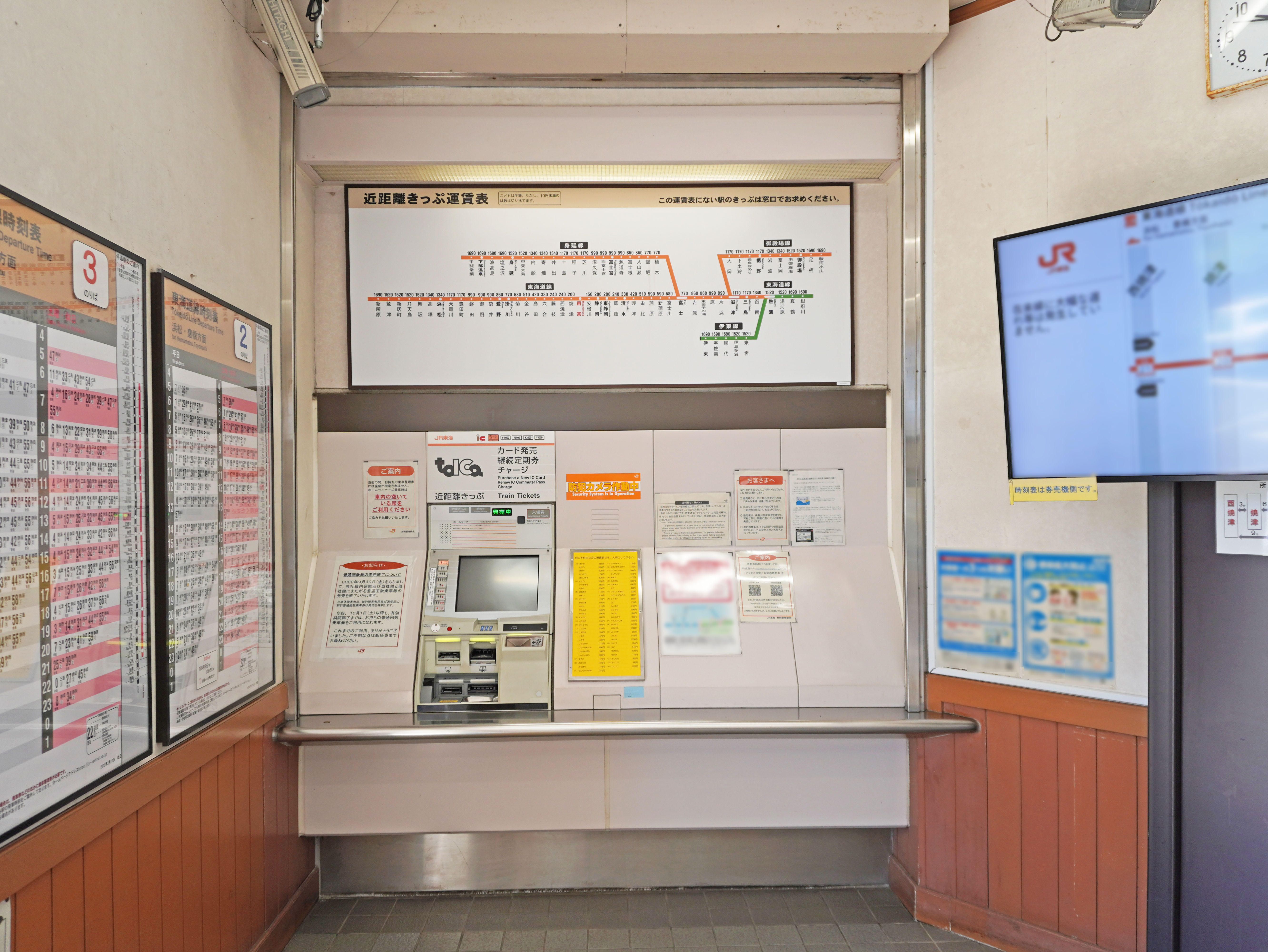
自動券売機（2022年9月）
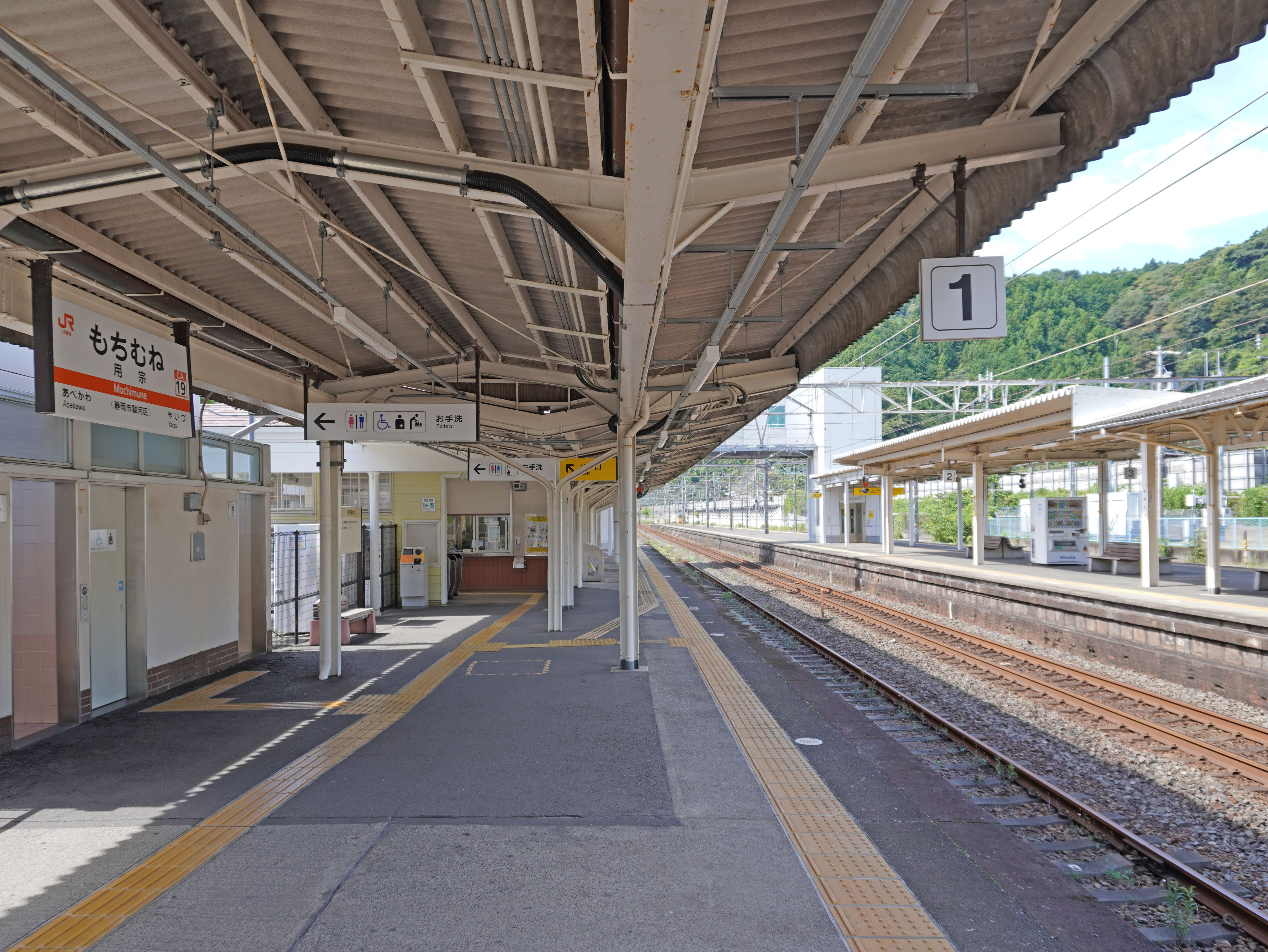
1番線ホーム（2022年9月）
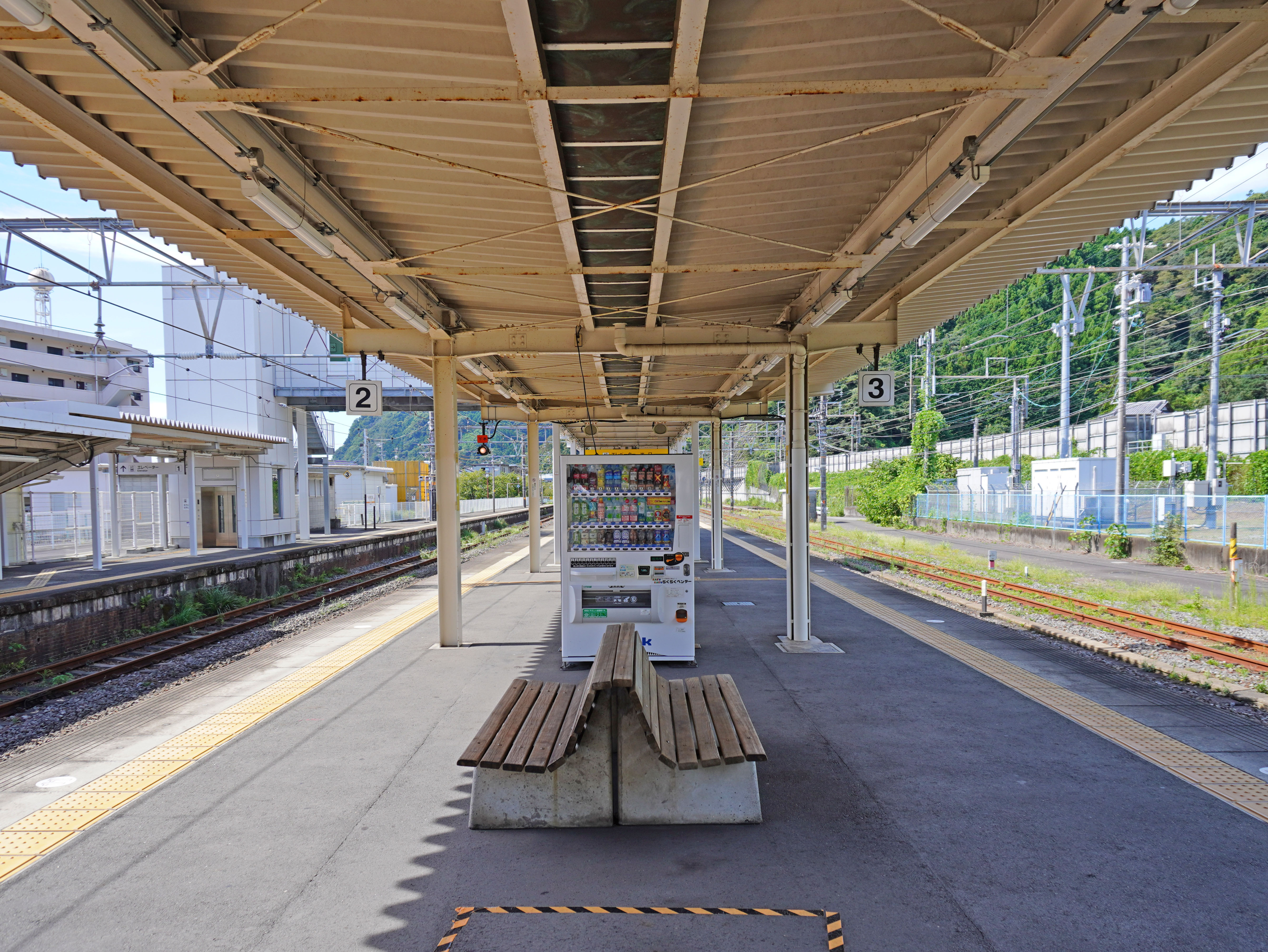
2・3番線ホーム（2022年9月）

## 利用状況
JR東海の移動等円滑化取組報告書によると、2023年度（令和5年度）の1日平均乗降客数は2,667人である。
1993年度（平成5年度）以降の推移は以下のとおりである。
| 乗車人員推移       | 乗車人員推移     | 乗車人員推移 |
| 年度               | 1日平均 乗車人員 | 出典         |
| ------------------ | ---------------- | ------------ |
| 1993年（平成05年） | 2,373            | [ * 2 ]      |
| 1994年（平成06年） | 2,146            | [ * 3 ]      |
| 1995年（平成07年） | 2,099            | [ * 4 ]      |
| 1996年（平成08年） | 2,098            | [ * 5 ]      |
| 1997年（平成09年） | 2,036            | [ * 6 ]      |
| 1998年（平成10年） | 1,902            | [ * 7 ]      |
| 1999年（平成11年） | 1,936            | [ * 8 ]      |
| 2000年（平成12年） | 1,861            | [ * 9 ]      |
| 2001年（平成13年） | 1,793            | [ * 10 ]     |
| 2002年（平成14年） | 1,758            | [ * 11 ]     |
| 2003年（平成15年） | 1,760            | [ * 12 ]     |
| 2004年（平成16年） | 1,733            | [ * 13 ]     |
| 2005年（平成17年） | 1,734            | [ * 14 ]     |
| 2006年（平成18年） | 1,715            | [ * 15 ]     |
| 2007年（平成19年） | 1,738            | [ * 16 ]     |
| 2008年（平成20年） | 1,768            | [ * 17 ]     |
| 2009年（平成21年） | 1,667            | [ * 18 ]     |
| 2010年（平成22年） | 1,613            | [ * 19 ]     |
| 2011年（平成23年） | 1,562            | [ * 20 ]     |
| 2012年（平成24年） | 1,534            | [ * 21 ]     |
| 2013年（平成25年） | 1,563            | [ * 22 ]     |
| 2014年（平成26年） | 1,548            | [ * 23 ]     |
| 2015年（平成27年） | 1,544            | [ * 24 ]     |
| 2016年（平成28年） | 1,531            | [ * 25 ]     |
| 2017年（平成29年） | 1,537            | [ * 26 ]     |
| 2018年（平成30年） | 1,505            | [ * 27 ]     |
| 2019年（令和元年） | 1,517            | [ * 28 ]     |
| 2020年（令和02年） | 1,201            | [ * 1 ]      |
| 2021年（令和03年） | 1,208            | [ * 1 ]      |

## 駅周辺

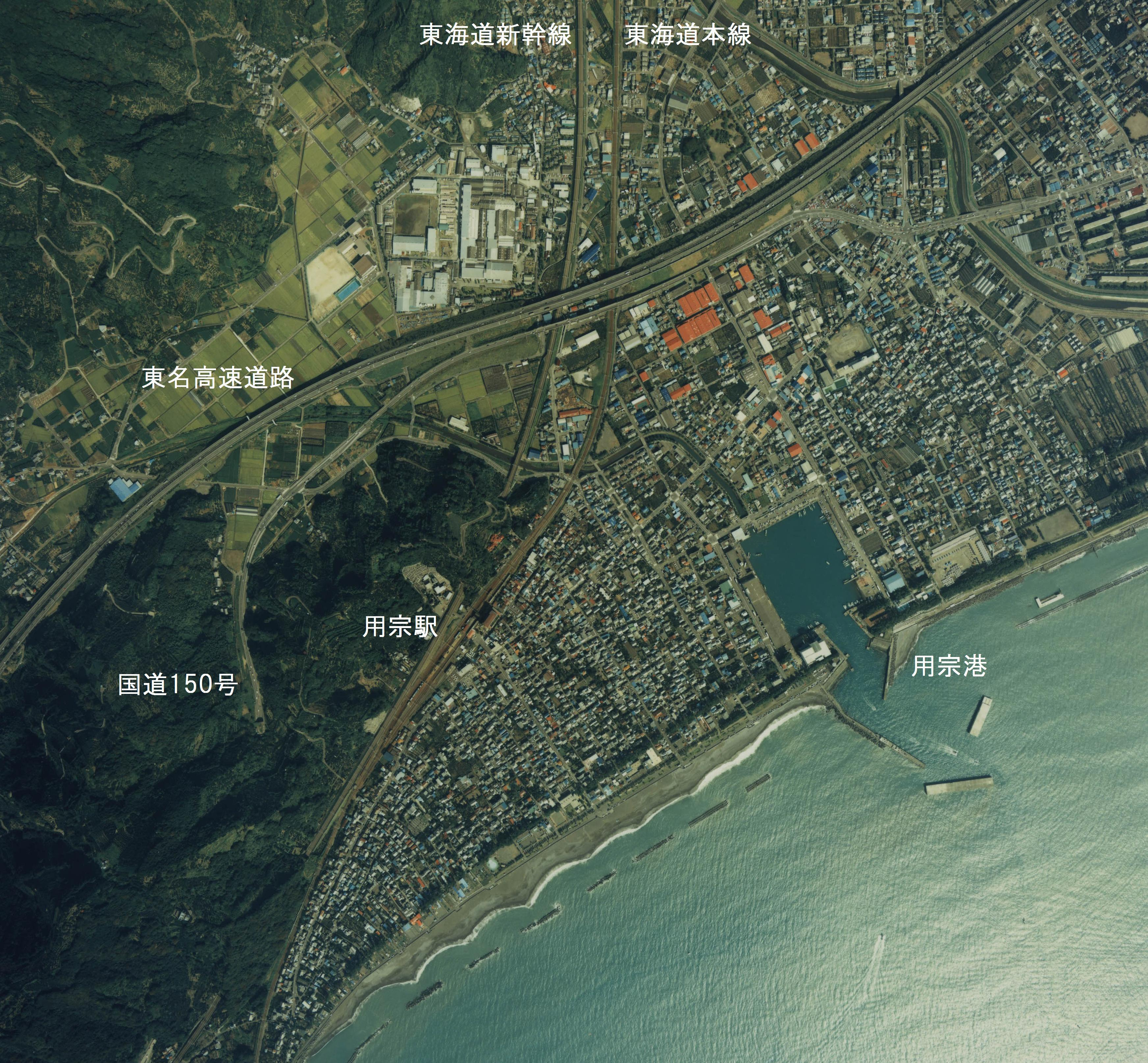
用宗駅周辺の空中写真。1988年。

- 用宗漁港
- 用宗海岸
- 静岡県道416号静岡焼津線
- 用宗城跡

### バス路線[4]
- しずてつジャストライン
  - 93用宗線 新静岡行
    - 最寄り停留所名は用宗駅前。

## 隣の駅
東海旅客鉄道（JR東海）
CA 東海道本線
安倍川駅 (CA18) - 用宗駅 (CA19) - 焼津駅 (CA20)

### 記事本文